# NWSL x Liga MX Femenil Summer Cup 2024
La NWSL x Liga MX Femenil Summer Cup 2024 (en español: Summer Cup LIGA MX Femenil X NWSL 2024) fue la primera edición de una nueva competición de clubes de fútbol femenil norteamericano. Contó con la participación de 20 clubes, de los cuales 14 eran procedentes de la National Women's Soccer League y seis de la Liga MX Femenil.
En esta edición la fase de grupos fue disputada durante la pausa efectuada por la NWSL por la celebración de los Juegos Olímpicos de París 2024, sin embargo, la liga mexicana mantuvo su actividad por lo que la mayor parte de los juegos se disputaron en estadios ubicados en Estados Unidos. La etapa final se disputó en dos fases, las semifinales en el mes de agosto, mientras que la final se llevó a cabo a finales de octubre.

## Formato
La primera edición del torneo contará con la participación de 20 equipos: los catorce clubes miembros de la National Women's Soccer League y los seis mejores clasificados de la tabla anual de la Liga MX.
Los veinte equipos participantes serán divididos en cinco grupos de cuatro clubes. En la fase de grupos los equipos jugarán tres partidos contra el mismo número de rivales, al finalizar la fase de grupos se hará una tabla con los cinco líderes de grupo, clasificando a las semifinales los equipos clasificados en los primeros cuatro puestos.
En las semifinales los cuatro equipos serán ordenados de acuerdo con su desempeño en la tabla general, por lo que los equipos mejor clasificados serán los anfitriones de sus respectivos partidos.
| ORDEN    |
| -------- |
| 1° vs 4° |
| 2° vs 3° |

Los dos ganadores de las semifinales disputarán la final, la cual será celebrada en el estadio del mejor equipo clasificado.
| ORDEN    |
| -------- |
| 1° vs 2° |

En las rondas de semifinales y la final si el partido finaliza en empate, se disputarán dos tiempos suplementarios de 15 minutos cada uno, si persiste el resultado se efectuará una ronda de tiros desde el punto penal.

## Distribución de cupos
| Ronda                       | Equipos participantes en esta ronda                  | Equipos clasificados de la ronda previa |
| --------------------------- | ---------------------------------------------------- | --------------------------------------- |
| Fase de grupos (20 equipos) | - 14 equipos de Estados Unidos - 6 equipos de México |                                         |
| Fase final (4 equipos)      | –                                                    | - 4 ganadores de la fase de grupos      |

## Equipos participantes
Todos los equipos son debutantes en la competición.
| País o Región           | Equipo | Vía de clasificación |
| ----------------------- | --- | --- |
| Estados Unidos 14 cupos | Angel City Bay FC Chicago Red Stars Houston Dash Kansas City Current NJ/NY Gotham North Carolina Courage Orlando Pride Portland Thorns Racing Louisville FC San Diego Wave Seattle Reign FC Utah Royals Washington Spirit | Clasificación automática |
| México 6 cupos          | Tigres UANL América Guadalajara Monterrey Pachuca Tijuana | Equipo con más puntos acumulados en la tabla anual de los Torneos Clausura 2023 y Apertura 2023 Segundo equipo con más puntos acumulados en la tabla anual de los Torneos Clausura 2023 y Apertura 2023 Tercer equipo con más puntos acumulados en la tabla anual de los Torneos Clausura 2023 y Apertura 2023 Cuarto equipo con más puntos acumulados en la tabla anual de los Torneos Clausura 2023 y Apertura 2023 Quinto equipo con más puntos acumulados en la tabla anual de los Torneos Clausura 2023 y Apertura 2023 Sexto equipo con más puntos acumulados en la tabla anual de los Torneos Clausura 2023 y Apertura 2023 |

### Localidad de los equipos
Distribución geográfica de las sedes de los equipos ya clasificados.

## Fase de grupos
- Los horarios corresponden al huso horario EDT (UTC-4).

### Grupo A
| Pos. | Equipo             | Pts. | PJ | G | E | P | GF | GC | Dif. |
| ---- | ------------------ | ---- | -- | - | - | - | -- | -- | ---- |
| 1    | Utah Royals        | 6    | 3  | 2 | 0 | 1 | 9  | 4  | +5   |
| 2    | Portland Thorns FC | 6    | 3  | 2 | 0 | 1 | 7  | 3  | +4   |
| 3    | Seattle Reign FC   | 3    | 3  | 1 | 0 | 2 | 4  | 5  | −1   |
| 4    | Tijuana            | 3    | 3  | 1 | 0 | 2 | 4  | 12 | −8   |

Actualizado a los partidos jugados el 31 de julio de 2024.
 Fuente: SoccerWay
| Seattle Reign FC   | 2 – 1 | Utah Royals        | Lumen Field (Seattle)       | 19 de julio | 21:00 |
| Portland Thorns FC | 5 – 0 | Tijuana            | Providence Park (Portland)  | 21 de julio | 19:00 |
| Utah Royals        | 3 – 1 | Portland Thorns FC | America First Field (Sandy) | 27 de julio | 22:00 |
| Seattle Reign FC   | 2 – 3 | Tijuana            | Lumen Field (Seattle)       | 28 de julio | 18:00 |
| Portland Thorns FC | 1 – 0 | Seattle Reign FC   | Providence Park (Portland)  | 31 de julio | 22:00 |
| Utah Royals        | 5 – 1 | Tijuana            | America First Field (Sandy) | 31 de julio | 22:00 |

### Grupo B
| Pos. | Equipo            | Pts. | PJ | G | E | P | GF | GC | Dif. | Clasificación               |
| ---- | ----------------- | ---- | -- | - | - | - | -- | -- | ---- | --------------------------- |
| 1    | Angel City FC     | 8    | 3  | 2 | 1 | 0 | 4  | 1  | +3   | Clasificación a Semifinales |
| 2    | San Diego Wave FC | 4    | 3  | 1 | 1 | 1 | 3  | 3  | 0    |                             |
| 3    | América           | 3    | 3  | 1 | 0 | 2 | 4  | 4  | 0    |                             |
| 4    | Bay FC            | 3    | 3  | 1 | 0 | 2 | 3  | 6  | −3   |                             |

Actualizado a los partidos jugados el 2 de agosto de 2024.
 Fuente: SoccerWay
| San Diego Wave FC | 3 – 1         | Bay FC            | Torero Stadium (San Diego)     | 20 de julio | 22:00 |
| Angel City FC     | 2 – 1         | América           | Titan Stadium (Fullerton)      | 20 de julio | 22:00 |
| San Diego Wave FC | 0 – 2         | América           | Snapdragon Stadium (San Diego) | 26 de julio | 22:00 |
| Bay FC            | 0 – 2         | Angel City FC     | PayPal Park (San José)         | 26 de julio | 22:30 |
| Angel City FC     | (5) 0 – 0 (3) | San Diego Wave FC | Titan Stadium (Fullerton)      | 1 de agosto | 22:00 |
| Bay FC            | 2 – 1         | América           | PayPal Park (San José)         | 2 de agosto | 22:30 |

### Grupo C
| Pos. | Equipo              | Pts. | PJ | G | E | P | GF | GC | Dif. | Clasificación               |
| ---- | ------------------- | ---- | -- | - | - | - | -- | -- | ---- | --------------------------- |
| 1    | Kansas City Current | 9    | 3  | 3 | 0 | 0 | 10 | 2  | +8   | Clasificación a Semifinales |
| 2    | Houston Dash        | 6    | 3  | 2 | 0 | 1 | 5  | 4  | +1   |                             |
| 3    | Tigres UANL         | 3    | 3  | 1 | 0 | 2 | 6  | 8  | −2   |                             |
| 4    | Pachuca             | 0    | 3  | 0 | 0 | 3 | 2  | 9  | −7   |                             |

Actualizado a los partidos jugados el 1 de agosto de 2024.
 Fuente: SoccerWay
| Tigres UANL         | 4 – 2 | Pachuca      | Universitario (San Nicolás de los Garza) | 19 de julio | 22:00 |
| Kansas City Current | 3 – 1 | Houston Dash | CPKC Stadium (Kansas City)               | 20 de julio | 20:00 |
| Kansas City Current | 3 – 0 | Pachuca      | CPKC Stadium (Kansas City)               | 27 de julio | 20:00 |
| Houston Dash        | 2 – 1 | Tigres UANL  | Shell Energy Stadium (Houston)           | 28 de julio | 20:00 |
| Houston Dash        | 2 – 0 | Pachuca      | Shell Energy Stadium (Houston)           | 1 de agosto | 20:00 |
| Kansas City Current | 4 – 1 | Tigres UANL  | CPKC Stadium (Kansas City)               | 1 de agosto | 20:00 |

### Grupo D
| Pos. | Equipo            | Pts. | PJ | G | E | P | GF | GC | Dif. | Clasificación               |
| ---- | ----------------- | ---- | -- | - | - | - | -- | -- | ---- | --------------------------- |
| 1    | NJ/NY Gotham FC   | 8    | 3  | 2 | 1 | 0 | 4  | 0  | +4   | Clasificación a Semifinales |
| 2    | Chicago Red Stars | 4    | 3  | 1 | 1 | 1 | 3  | 3  | 0    |                             |
| 3    | Guadalajara       | 3    | 3  | 1 | 0 | 2 | 2  | 5  | −3   |                             |
| 4    | Washington Spirit | 3    | 3  | 1 | 0 | 2 | 4  | 5  | −1   |                             |

Actualizado a los partidos jugados el 2 de agosto de 2024.
 Fuente: SoccerWay
| Chicago Red Stars | (4) 0 – 0 (5) | NJ/NY Gotham FC   | SeatGeek Stadium (Bridgeview) | 20 de julio | 17:00 |
| Washington Spirit | 2 – 1         | Guadalajara       | Subaru Park (Chester)         | 21 de julio | 16:30 |
| Chicago Red Stars | 0 – 1         | Guadalajara       | SeatGeek Stadium (Bridgeview) | 26 de julio | 20:00 |
| NJ/NY Gotham FC   | 1 – 0         | Washington Spirit | Subaru Park (Chester)         | 28 de julio | 18:00 |
| Washington Spirit | 2 – 3         | Chicago Red Stars | City Stadium (Richmond)       | 31 de julio | 19:30 |
| NJ/NY Gotham FC   | 3 – 0         | Guadalajara       | Red Bull Arena (Harrison)     | 2 de agosto | 20:00 |

### Grupo E
| Pos. | Equipo                 | Pts. | PJ | G | E | P | GF | GC | Dif. | Clasificación               |
| ---- | ---------------------- | ---- | -- | - | - | - | -- | -- | ---- | --------------------------- |
| 1    | North Carolina Courage | 7    | 3  | 1 | 2 | 0 | 5  | 2  | +3   | Clasificación a Semifinales |
| 2    | Racing Louisville FC   | 6    | 3  | 1 | 2 | 0 | 5  | 3  | +2   |                             |
| 3    | Orlando Pride          | 4    | 3  | 0 | 3 | 0 | 4  | 4  | 0    |                             |
| 4    | Monterrey              | 1    | 3  | 0 | 1 | 2 | 3  | 8  | −5   |                             |

Actualizado a los partidos jugados el 1 de agosto de 2024.
 Fuente: SoccerWay
| North Carolina Courage | (5) 1 – 1 (4) | Orlando Pride          | WakeMed Soccer Park (Cary)       | 20 de julio | 19:30 |
| Racing Louisville FC   | 3 – 1         | Monterrey              | Lynn Family Stadium (Louisville) | 20 de julio | 20:00 |
| Racing Louisville FC   | (4) 1 – 1 (5) | North Carolina Courage | Lynn Family Stadium (Louisville) | 26 de julio | 20:00 |
| Orlando Pride          | (5) 2 - 2 (4) | Monterrey              | Inter&Co Stadium (Orlando)       | 27 de julio | 19:00 |
| North Carolina Courage | 3 – 0         | Monterrey              | WakeMed Soccer Park (Cary)       | 31 de julio | 19:00 |
| Orlando Pride          | (3) 1 – 1 (4) | Racing Louisville FC   | Inter&Co Stadium (Orlando)       | 1 de agosto | 19:00 |

### Tabla de primeros lugares
| Pos. | Equipo                 | Pts. | PJ | G | E | P | GF | GC | Dif. | Clasificación               |
| ---- | ---------------------- | ---- | -- | - | - | - | -- | -- | ---- | --------------------------- |
| 1    | Kansas City Current    | 9    | 3  | 3 | 0 | 0 | 10 | 2  | +8   | Clasificación a Semifinales |
| 2    | NJ/NY Gotham FC        | 8    | 3  | 2 | 1 | 0 | 4  | 0  | +4   | Clasificación a Semifinales |
| 3    | Angel City FC          | 8    | 3  | 2 | 1 | 0 | 4  | 1  | +3   | Clasificación a Semifinales |
| 4    | North Carolina Courage | 7    | 3  | 1 | 2 | 0 | 5  | 2  | +3   | Clasificación a Semifinales |
| 5    | Utah Royals            | 6    | 3  | 2 | 0 | 1 | 9  | 4  | +5   |                             |

Actualizado a los partidos jugados el 2 de agosto de 2024.
 Fuente: SoccerWay

## Fase final
- Los horarios corresponden al huso horario EDT (UTC-4).

|  | Semifinales            | Semifinales            | Semifinales     |                 |                     | Final               | Final | Final |  |
|  |                        |                        |                 |                 |                     |                     |       |       |  |
|  |                        |                        |                 |                 |                     |                     |       |       |  |
|  | Kansas City Current    | Kansas City Current    | 2               |                 |                     |                     |       |       |  |
|  | Kansas City Current    | Kansas City Current    | 2               |                 |                     |                     |       |       |  |
|  | North Carolina Courage | North Carolina Courage | 0               |                 |                     |                     |       |       |  |
|  | North Carolina Courage | North Carolina Courage | 0               |                 | Kansas City Current | Kansas City Current | 2     |       |  |
|  |                        |                        |                 |                 | Kansas City Current | Kansas City Current | 2     |       |  |
|  |                        |                        | NJ/NY Gotham FC | NJ/NY Gotham FC | 0                   |                     |       |       |  |
|  | NJ/NY Gotham FC        | NJ/NY Gotham FC        | NJ/NY Gotham FC | NJ/NY Gotham FC | 0                   | 1                   |       |       |  |
|  | NJ/NY Gotham FC        | NJ/NY Gotham FC        |                 |                 |                     | 1                   |       |       |  |
|  | Angel City FC          | Angel City FC          | 0               |                 |                     |                     |       |       |  |
|  | Angel City FC          | Angel City FC          | 0               |                 |                     |                     |       |       |  |
|  |                        |                        |                 |                 |                     |                     |       |       |  |

### Semifinales
| 6 de agosto de 2024 | Kansas City Current       | 2:0 (1:0) | North Carolina Courage | CPKC Stadium, Kansas City (Misuri) |                                |
| 21:00               | Chawinga 2' · Debinha 78' | Reporte   |                        | Árbitro(s): Ekaterina Koroleva     | Árbitro(s): Ekaterina Koroleva |

| 6 de agosto de 2024 | NJ/NY Gotham FC | 1:0 (0:0) | Angel City FC | CPKC Stadium, Kansas City (Misuri) |                             |
| 17:00               | Sheehan 48'     | Reporte   |               | Árbitro(s): Elijio Arreguin        | Árbitro(s): Elijio Arreguin |

### Final
| 1     | POR   | Almuth Schult      |     |
| 5     | DEF   | Ellie Wheeler      |     |
| 15    | DEF   | Alana Cook         |     |
| 27    | DEF   | Kayla Sharples     |     |
| 18    | DEF   | Izzy Rodriguez     |     |
| 17    | MED   | Michelle Cooper    | 82' |
| 10    | MED   | Lo'eau LaBonta     |     |
| 14    | MED   | Claire Hutton      | 82' |
| 6     | MED   | Temwa Chawinga     | 46' |
| 16    | DEL   | Vanessa DiBernardo | 90' |
| 99    | DEL   | Debinha            | 90' |
| D. T. | D. T. | Vlatko Andonovski  |     |

| 38    | POR   | Cassy Miller       | 90' |
| 3     | DEF   | Bruninha           |     |
| 22    | DEF   | Mandy Freeman      | 66' |
| 21    | DEF   | Sam Hiatt          |     |
| 8     | DEF   | Taryn Torres       |     |
| 14    | DEF   | Nealy Martin       |     |
| 35    | MED   | Sabrina Flores     |     |
| 17    | MED   | Delanie Sheehan    |     |
| 7     | MED   | McCall Zerboni     | 66' |
| 99    | MED   | Meleana Shim       | 90' |
| 13    | DEL   | Ella Stevens       |     |
| D. T. | D. T. | Juan Carlos Amorós |     |

| 7  | Defensa        | Elizabeth Ball   | 46' |
| 33 | Delantero      | Mwanalima Jereko | 82' |
| 11 | Centrocampista | Desiree Scott    | 82' |
| 2  | Defensa        | Regan Steigleder | 90' |
| 22 | Centrocampista | Bayley Feist     | 90' |

| 41 | Delantero      | Cheyna Matthews | 66' |
| 31 | Delantero      | Mckenna Whitham | 66' |
| 55 | Centrocampista | Nicole Baxter   | 90' |
| 4  | Guardameta     | Abigail Smith   | 90' |

| 24' · 37' | Temwa Chawinga | 1:0 2:0 |

| 43' | Michelle Cooper |

| 28' · 48' | Bruninha Ella Stevens |

| Principal  | Alyssa Nichols   |
| Asistentes | Salma Pérez      |
|            | Melissa Gonzalez |
| Cuarto     | Laura Rodriguez  |

|  |                    |     |     |
|  | Tiros              | 11  | 11  |
|  | Tiros a puerta     | 3   | 2   |
|  | Faltas             | 9   | 15  |
|  | Saques de esquina  | 0   | 10  |
|  | Penaltis           | 0   | 0   |
|  | Posesión del balón | 37% | 63% |

| 1     | POR   | Almuth Schult      |     |
| 5     | DEF   | Ellie Wheeler      |     |
| 15    | DEF   | Alana Cook         |     |
| 27    | DEF   | Kayla Sharples     |     |
| 18    | DEF   | Izzy Rodriguez     |     |
| 17    | MED   | Michelle Cooper    | 82' |
| 10    | MED   | Lo'eau LaBonta     |     |
| 14    | MED   | Claire Hutton      | 82' |
| 6     | MED   | Temwa Chawinga     | 46' |
| 16    | DEL   | Vanessa DiBernardo | 90' |
| 99    | DEL   | Debinha            | 90' |
| D. T. | D. T. | Vlatko Andonovski  |     |

| 38    | POR   | Cassy Miller       | 90' |
| 3     | DEF   | Bruninha           |     |
| 22    | DEF   | Mandy Freeman      | 66' |
| 21    | DEF   | Sam Hiatt          |     |
| 8     | DEF   | Taryn Torres       |     |
| 14    | DEF   | Nealy Martin       |     |
| 35    | MED   | Sabrina Flores     |     |
| 17    | MED   | Delanie Sheehan    |     |
| 7     | MED   | McCall Zerboni     | 66' |
| 99    | MED   | Meleana Shim       | 90' |
| 13    | DEL   | Ella Stevens       |     |
| D. T. | D. T. | Juan Carlos Amorós |     |

| 7  | Defensa        | Elizabeth Ball   | 46' |
| 33 | Delantero      | Mwanalima Jereko | 82' |
| 11 | Centrocampista | Desiree Scott    | 82' |
| 2  | Defensa        | Regan Steigleder | 90' |
| 22 | Centrocampista | Bayley Feist     | 90' |

| 41 | Delantero      | Cheyna Matthews | 66' |
| 31 | Delantero      | Mckenna Whitham | 66' |
| 55 | Centrocampista | Nicole Baxter   | 90' |
| 4  | Guardameta     | Abigail Smith   | 90' |

| 24' · 37' | Temwa Chawinga | 1:0 2:0 |

| 43' | Michelle Cooper |

| 28' · 48' | Bruninha Ella Stevens |

| Principal  | Alyssa Nichols   |
| Asistentes | Salma Pérez      |
|            | Melissa Gonzalez |
| Cuarto     | Laura Rodriguez  |

|  |                    |     |     |
|  | Tiros              | 11  | 11  |
|  | Tiros a puerta     | 3   | 2   |
|  | Faltas             | 9   | 15  |
|  | Saques de esquina  | 0   | 10  |
|  | Penaltis           | 0   | 0   |
|  | Posesión del balón | 37% | 63% |

| 1     | POR   | Almuth Schult      |     |
| 5     | DEF   | Ellie Wheeler      |     |
| 15    | DEF   | Alana Cook         |     |
| 27    | DEF   | Kayla Sharples     |     |
| 18    | DEF   | Izzy Rodriguez     |     |
| 17    | MED   | Michelle Cooper    | 82' |
| 10    | MED   | Lo'eau LaBonta     |     |
| 14    | MED   | Claire Hutton      | 82' |
| 6     | MED   | Temwa Chawinga     | 46' |
| 16    | DEL   | Vanessa DiBernardo | 90' |
| 99    | DEL   | Debinha            | 90' |
| D. T. | D. T. | Vlatko Andonovski  |     |

| 38    | POR   | Cassy Miller       | 90' |
| 3     | DEF   | Bruninha           |     |
| 22    | DEF   | Mandy Freeman      | 66' |
| 21    | DEF   | Sam Hiatt          |     |
| 8     | DEF   | Taryn Torres       |     |
| 14    | DEF   | Nealy Martin       |     |
| 35    | MED   | Sabrina Flores     |     |
| 17    | MED   | Delanie Sheehan    |     |
| 7     | MED   | McCall Zerboni     | 66' |
| 99    | MED   | Meleana Shim       | 90' |
| 13    | DEL   | Ella Stevens       |     |
| D. T. | D. T. | Juan Carlos Amorós |     |

| 7  | Defensa        | Elizabeth Ball   | 46' |
| 33 | Delantero      | Mwanalima Jereko | 82' |
| 11 | Centrocampista | Desiree Scott    | 82' |
| 2  | Defensa        | Regan Steigleder | 90' |
| 22 | Centrocampista | Bayley Feist     | 90' |

| 41 | Delantero      | Cheyna Matthews | 66' |
| 31 | Delantero      | Mckenna Whitham | 66' |
| 55 | Centrocampista | Nicole Baxter   | 90' |
| 4  | Guardameta     | Abigail Smith   | 90' |

| 24' · 37' | Temwa Chawinga | 1:0 2:0 |

| 43' | Michelle Cooper |

| 28' · 48' | Bruninha Ella Stevens |

| Principal  | Alyssa Nichols   |
| Asistentes | Salma Pérez      |
|            | Melissa Gonzalez |
| Cuarto     | Laura Rodriguez  |

|  |                    |     |     |
|  | Tiros              | 11  | 11  |
|  | Tiros a puerta     | 3   | 2   |
|  | Faltas             | 9   | 15  |
|  | Saques de esquina  | 0   | 10  |
|  | Penaltis           | 0   | 0   |
|  | Posesión del balón | 37% | 63% |

| 1     | POR   | Almuth Schult      |     |
| 5     | DEF   | Ellie Wheeler      |     |
| 15    | DEF   | Alana Cook         |     |
| 27    | DEF   | Kayla Sharples     |     |
| 18    | DEF   | Izzy Rodriguez     |     |
| 17    | MED   | Michelle Cooper    | 82' |
| 10    | MED   | Lo'eau LaBonta     |     |
| 14    | MED   | Claire Hutton      | 82' |
| 6     | MED   | Temwa Chawinga     | 46' |
| 16    | DEL   | Vanessa DiBernardo | 90' |
| 99    | DEL   | Debinha            | 90' |
| D. T. | D. T. | Vlatko Andonovski  |     |

| 38    | POR   | Cassy Miller       | 90' |
| 3     | DEF   | Bruninha           |     |
| 22    | DEF   | Mandy Freeman      | 66' |
| 21    | DEF   | Sam Hiatt          |     |
| 8     | DEF   | Taryn Torres       |     |
| 14    | DEF   | Nealy Martin       |     |
| 35    | MED   | Sabrina Flores     |     |
| 17    | MED   | Delanie Sheehan    |     |
| 7     | MED   | McCall Zerboni     | 66' |
| 99    | MED   | Meleana Shim       | 90' |
| 13    | DEL   | Ella Stevens       |     |
| D. T. | D. T. | Juan Carlos Amorós |     |

| 7  | Defensa        | Elizabeth Ball   | 46' |
| 33 | Delantero      | Mwanalima Jereko | 82' |
| 11 | Centrocampista | Desiree Scott    | 82' |
| 2  | Defensa        | Regan Steigleder | 90' |
| 22 | Centrocampista | Bayley Feist     | 90' |

| 41 | Delantero      | Cheyna Matthews | 66' |
| 31 | Delantero      | Mckenna Whitham | 66' |
| 55 | Centrocampista | Nicole Baxter   | 90' |
| 4  | Guardameta     | Abigail Smith   | 90' |

| 24' · 37' | Temwa Chawinga | 1:0 2:0 |

| 43' | Michelle Cooper |

| 28' · 48' | Bruninha Ella Stevens |

| Principal  | Alyssa Nichols   |
| Asistentes | Salma Pérez      |
|            | Melissa Gonzalez |
| Cuarto     | Laura Rodriguez  |

|  |                    |     |     |
|  | Tiros              | 11  | 11  |
|  | Tiros a puerta     | 3   | 2   |
|  | Faltas             | 9   | 15  |
|  | Saques de esquina  | 0   | 10  |
|  | Penaltis           | 0   | 0   |
|  | Posesión del balón | 37% | 63% |

| Campeón 2024        |
| ------------------- |
|                     |
| Kansas City Current |
| 1.° título          |

## Estadísticas

### Máximas goleadoras
| \| Jugadora \| Club \| Goles \| Part. \| Min. \| MxG \| \| ---------------- \| ------------------- \| ----- \| ----- \| ---- \| ----- \| \| Aisha Solórzano \| Tijuana \| 4 \| 3 \| 270 \| 67.5 \| \| Debinha Miri \| Kansas City Current \| 4 \| 3 \| 251 \| 62.8 \| \| Kristen Hamilton \| Kansas City Current \| 2 \| 3 \| 158 \| 79.0 \| \| Ally Sentnor \| Utah Royals \| 2 \| 2 \| 175 \| 87.5 \| \| Lena Silano \| Washington Spirit \| 2 \| 2 \| 180 \| 90.0 \| \| Kiana Palacios \| América \| 2 \| 2 \| 180 \| 90.0 \| \| Thembi Kgatlana \| Tigres UANL \| 2 \| 3 \| 199 \| 99.5 \| \| Hannah Betfort \| Utah Royals \| 2 \| 3 \| 252 \| 126.0 \| \| Brecken Mozingo \| Utah Royals \| 2 \| 3 \| 254 \| 127.0 \| \| Cristina Ferral \| Tigres UANL \| 2 \| 3 \| 264 \| 132.0 \| \| Diana Ordóñez \| Houston Dash \| 2 \| 3 \| 269 \| 134.5 \| \| Lo’eau LaBonta \| Kansas City Current \| 2 \| 3 \| 270 \| 135.0 \| \| Charlyn Corral \| Pachuca \| 2 \| 3 \| 270 \| 135.0 \| Fuente: NWSL |                     |       |       |      |       |
| Jugadora | Club                | Goles | Part. | Min. | MxG   |
| Aisha Solórzano | Tijuana             | 4     | 3     | 270  | 67.5  |
| Debinha Miri | Kansas City Current | 4     | 3     | 251  | 62.8  |
| Kristen Hamilton | Kansas City Current | 2     | 3     | 158  | 79.0  |
| Ally Sentnor | Utah Royals         | 2     | 2     | 175  | 87.5  |
| Lena Silano | Washington Spirit   | 2     | 2     | 180  | 90.0  |
| Kiana Palacios | América             | 2     | 2     | 180  | 90.0  |
| Thembi Kgatlana | Tigres UANL         | 2     | 3     | 199  | 99.5  |
| Hannah Betfort | Utah Royals         | 2     | 3     | 252  | 126.0 |
| Brecken Mozingo | Utah Royals         | 2     | 3     | 254  | 127.0 |
| Cristina Ferral | Tigres UANL         | 2     | 3     | 264  | 132.0 |
| Diana Ordóñez | Houston Dash        | 2     | 3     | 269  | 134.5 |
| Lo’eau LaBonta | Kansas City Current | 2     | 3     | 270  | 135.0 |
| Charlyn Corral | Pachuca             | 2     | 3     | 270  | 135.0 |

### Máximas asistidoras
| \| Jugador \| Club \| Asist. \| Part. \| Min. \| MxA \| \| ------------------ \| ---------------------- \| ------ \| ----- \| ---- \| ----- \| \| Miah Zuazua \| América \| 2 \| 2 \| 46 \| 23.0 \| \| Andressa Alves \| Houston Dash \| 2 \| 2 \| 135 \| 67.5 \| \| Savannah DeMelo \| Racing Louisville FC \| 2 \| 2 \| 154 \| 77.0 \| \| Kristen Hamilton \| Kansas City Current \| 2 \| 3 \| 158 \| 79.0 \| \| Meredith Speck \| North Carolina Courage \| 2 \| 3 \| 166 \| 83.0 \| \| Vanessa Dibernardo \| Kansas City Current \| 2 \| 3 \| 178 \| 89.0 \| \| Meghan Klingenberg \| Portland Thorns FC \| 2 \| 3 \| 188 \| 94.0 \| \| Paige Monaghan \| Utah Royals \| 2 \| 3 \| 209 \| 104.5 \| \| Dana Foederer \| Utah Royals \| 2 \| 3 \| 237 \| 118.5 \| \| Irene Guerrero \| América \| 1 \| 1 \| 29 \| 29.0 \| Fuente: NWSL |                        |        |       |      |       |
| Jugador | Club                   | Asist. | Part. | Min. | MxA   |
| Miah Zuazua | América                | 2      | 2     | 46   | 23.0  |
| Andressa Alves | Houston Dash           | 2      | 2     | 135  | 67.5  |
| Savannah DeMelo | Racing Louisville FC   | 2      | 2     | 154  | 77.0  |
| Kristen Hamilton | Kansas City Current    | 2      | 3     | 158  | 79.0  |
| Meredith Speck | North Carolina Courage | 2      | 3     | 166  | 83.0  |
| Vanessa Dibernardo | Kansas City Current    | 2      | 3     | 178  | 89.0  |
| Meghan Klingenberg | Portland Thorns FC     | 2      | 3     | 188  | 94.0  |
| Paige Monaghan | Utah Royals            | 2      | 3     | 209  | 104.5 |
| Dana Foederer | Utah Royals            | 2      | 3     | 237  | 118.5 |
| Irene Guerrero | América                | 1      | 1     | 29   | 29.0  |